# Klavírní sonáta h moll (Liszt)

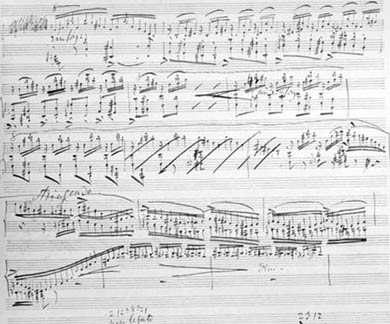
Původní rukopis sonáty

Klavírní sonáta h moll, S.178, je skladba pro sólový klavír od maďarského skladatele Ferenc Liszt. Byla publikována roku 1854 s věnováním Robertu Schumannovi a je často považovaná za Lisztovu nejvýznamnější skladbu pro sólový klavír a jednu z nejvýznamnějších klavírních sonát. Je předmětem zkoumání a častého analyzování kvůli své formě, nerespektuje totiž klasickou sonátovou formu, ale je založena na myšlence tematické transformace.

## Historický podklad
Tato sonáta byla zkomponována mezi lety 1852 a 1853. V této době již Liszt ukončil „virtuózní“ období svého života a věnoval se hlavně komponování, koncertoval pouze příležitostně a vždy jen když chtěl, ne když musel. Tehdy žil ve Výmaru se svou druhou partnerkou, Carol Sayn-Wittgensteinovou. Při komponování této skladby byl hodně ovlivněn Schubertovou Wanderer Fantaisií, jednou ze svých oblíbených skladeb, kterou velmi obdivoval. Sonátu věnoval Robertu Schumannovi na oplátku za jemu věnovanou Fantasii C dur (1836). Ten ji ale nikdy neslyšel, protože tou dobou již dožíval v psychiatrické léčebně v Erdenichu. Vydána byla roku 1854 firmou Breitkopf & Härtel a poprvé byla představena Lisztovým žákem a zetěm Hansem von Bülow 27. ledna 1857 při křtu nového koncertního křídla firmy Bechstein v Berlíně.

## Skladba
Tato sonáta se neřídí sonátovou formu, ale je uspořádána do jedné dlouhé věty. Podle některých odborníků ovšem pasuje do formy klasické čtyřvěté sonáty. Začíná v h moll, během svého vývoje se ale pohybuje od této tóniny pryč, nejčastěji do paralelní D dur. V této skladbě je viditelná podobnost s některými tématy Lisztovy o pět let později napsané Faustovské symfonie. Její kostrou je několik motivů, které Liszt uspořádal a varioval do složité muzikální konstrukce. Počet motivů se podle jednotlivých rozborů liší od tří do šesti, obecně uznávaný počet je ale pět.
- První motiv je sestupná cikánská melodie, která se opakuje během celé skladby. Skladba jím začíná.
- Druhý motiv, prudký a plný síly, se objevuje ihned po konci úvodního tématu. (takt 9)
- Motiv nazývaný Méphistophélique – satanský či ďábelský, ihned sarkasticky odpovídá na předchozí. (takt 13)
- Motiv Grandioso by mohla být varianta třetího motivu, nebo samostatný motiv. Zastánci Faustovské symfonie v něm mohou vidět melodii vítězství člověka nad zlými silami. (takt 105)
- další motiv, Cantando expresivo, je velmi pravděpodobně zjemněná varianta motivu Méphistophélique, přeměněná v nocturno. Tento motiv je ve většině rozborů považován pouze za variaci. (takt 153)
- poslední motiv, Andante sosenuto, koresponduje s motivem Gretchen z Faustovské symfonie. (takt 327)

Motivy
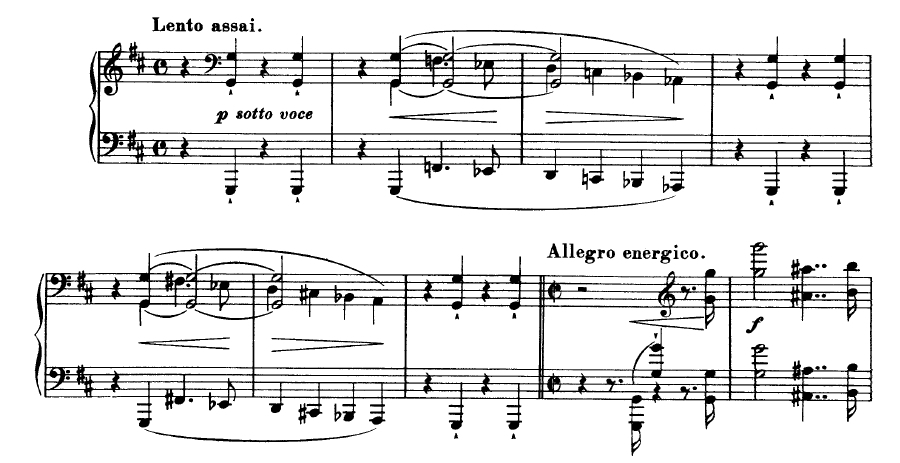
Úvodní takty sonáty
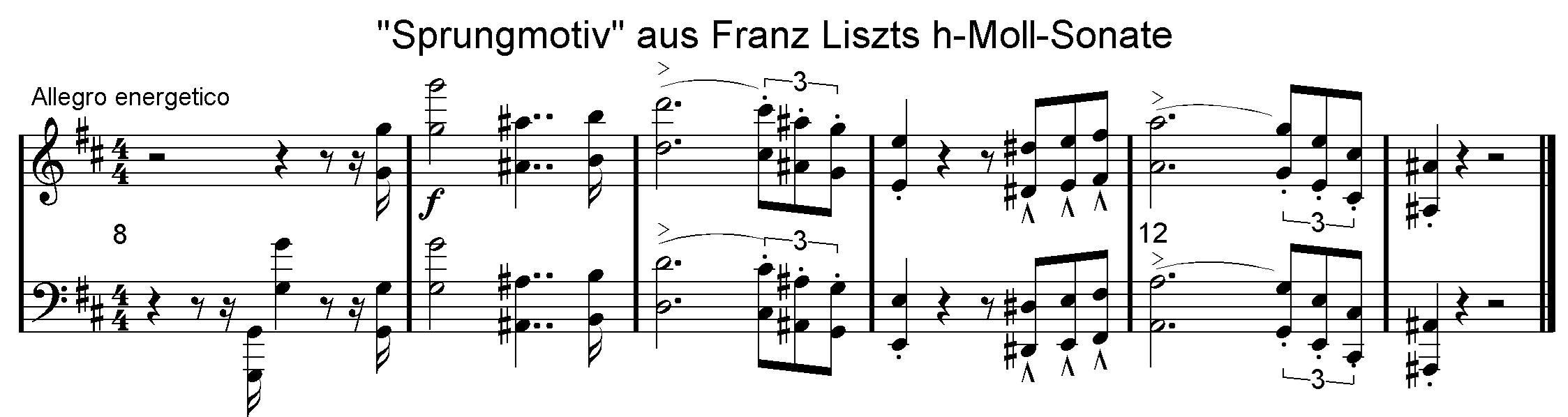
Druhý motiv
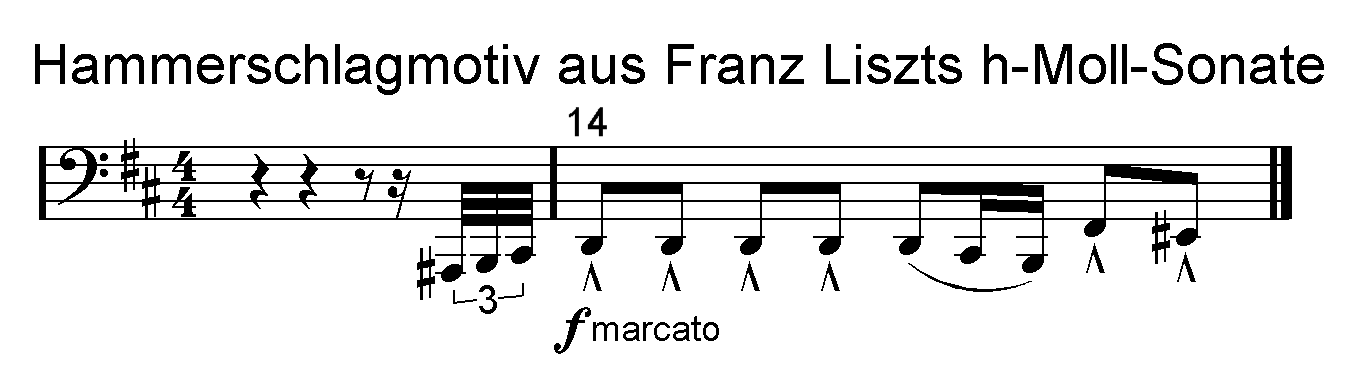
Méphistophélique
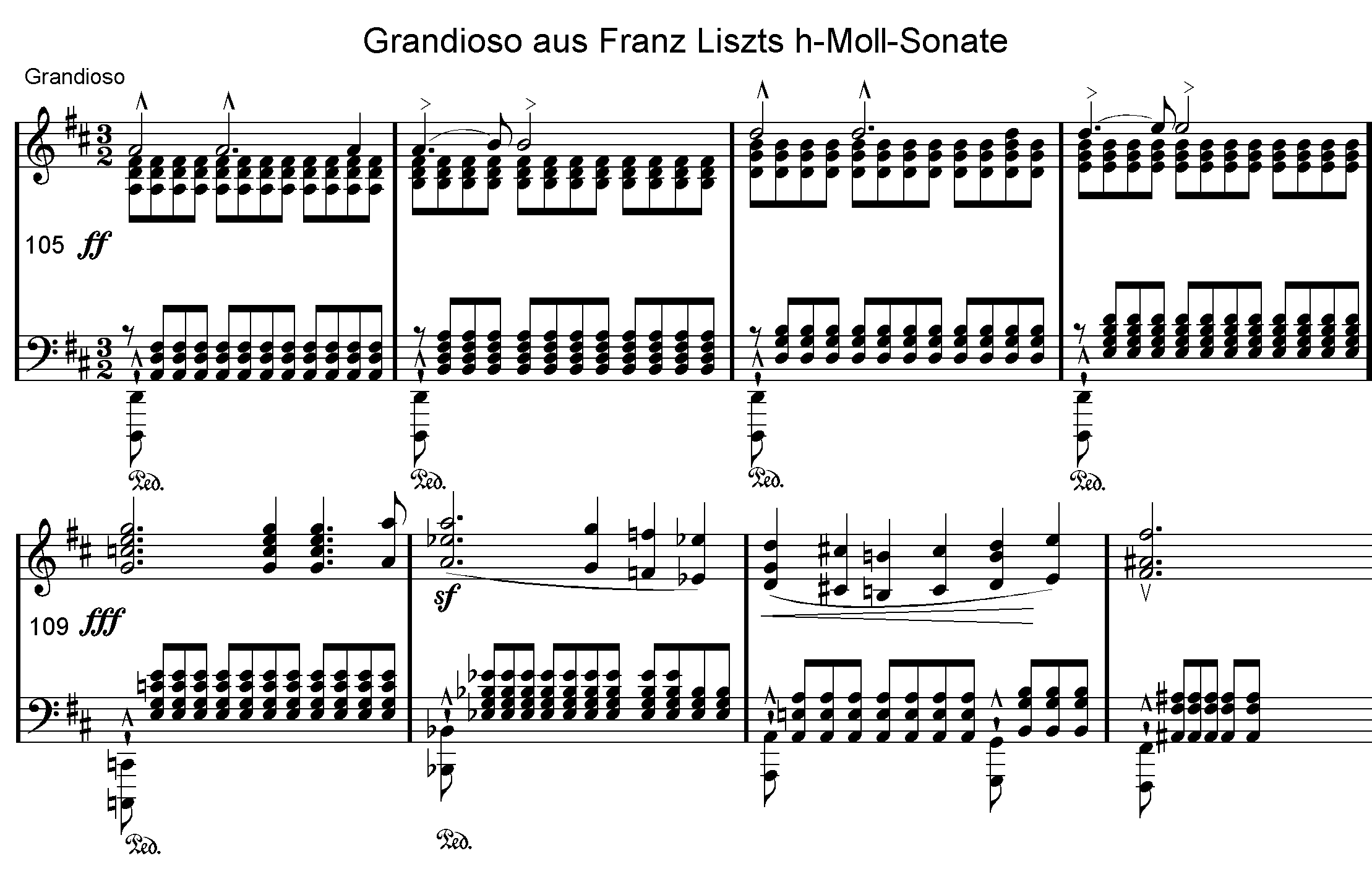
Grandioso
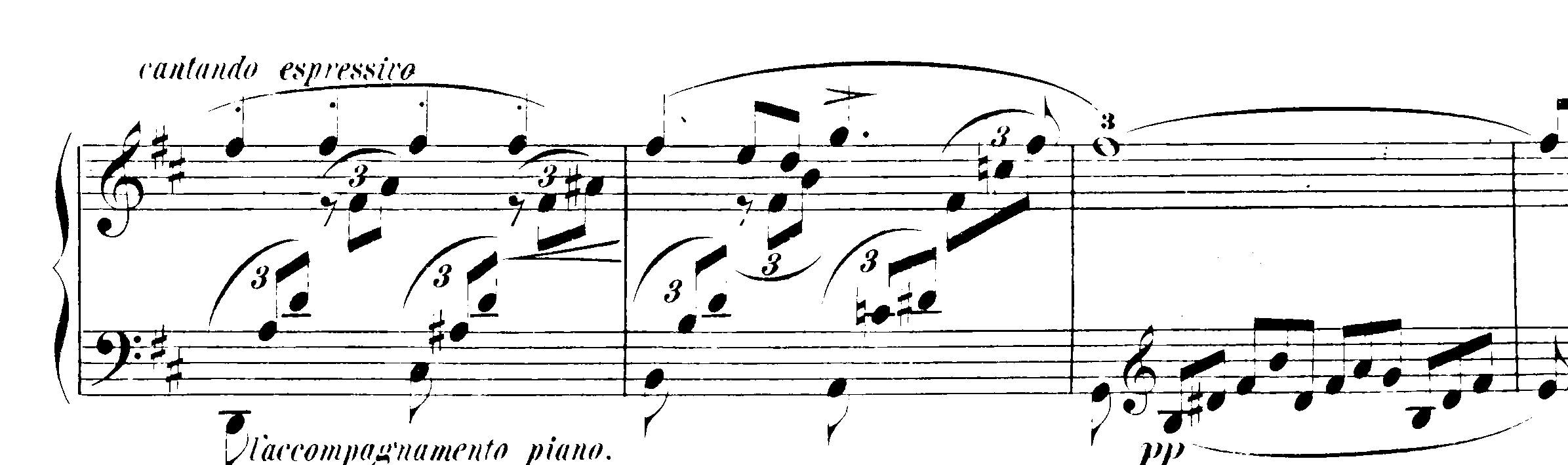
Cantando espresivo
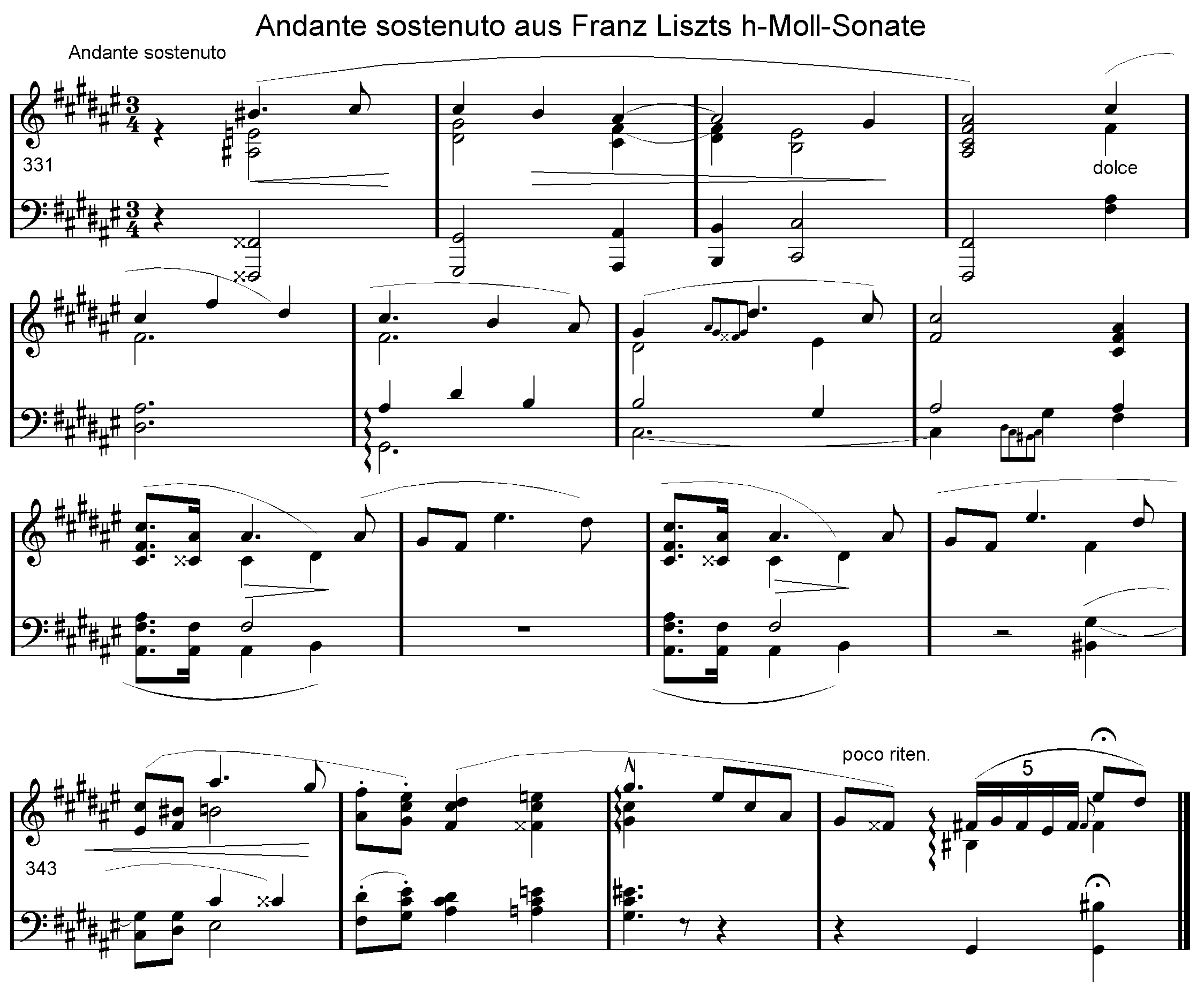
Andante sosenuto

Tuto myšlenku tematické transformace, na jejímž vývoji se značně podílel, použil například ve svém Klavírním koncertu Es dur a mnohých dalších skladbách. Díky tomuto inovativnímu pojetí je jí často přisuzován přívlastek vizionářská. Tichý konec sonáty může být dodatečným nápadem, originální rukopis uchovaný v The Morgan Library & Museum v New Yorku (také vydaný roku 1973 G. Henleyem jako přesná kopie) obsahuje vyškrtnutou závěrečnou část, která by ukončila dílo hlasitě. Sonáta trvá obvykle 25 až 30 minut.

## Ohlas
Tato sonáta vyvolává již od své publikace velmi rozporuplné názory. Jsou lidé, kteří se při poslechu této skladby necítí dobře, emoce skladby nazývají falešnými a zavrhují její formu. Po premiéře byla kritizována mnohými konzervativními hudebními kritiky, nezaujala například Claru Schumann, ta si do svého osobního deníku poznamenala:
- „Tolik hluku bez důvodu. Navíc žádná zdravá myšlenka, vše je nepřehledné a zamotané. Nemůžeme tu rozpoznat žádný jasný harmonický sled.“

Tato skladba také nezaujala Antona Rubinsteina či Eduarda Hanslicka. Johannes Brahms dokonce usnul, když mu ji Liszt při soukromé návštěvě hrál. Na druhé straně, skladba si získala i příznivce, velkého ocenění se jí dostalo například od Lisztova přítele, Richarda Wagnera. Ten ve svém dopise Lisztovi z roku 1855 stále chválí toto dílo.
- „Můj drahý Franzi! Teď jsi byl přímo tady u mě – ta sonáta je nepopsatelně krásná, veliká, milá, hluboká a ušlechtilá – vznešená, jako ty. Dotkla se mě samotného tak hluboko a najednou je všechna bída Londýna pryč.“

Objektivita tohoto komentáře je však evidentně ovlivněna velikým přátelstvím těchto dvou skladatelů. Otto Gumprecht z německých novin Nationalzeitung ji zase označil za „výzvu k pískání a dupání“. Trvalo dlouho, než se stala častou v koncertním repertoáru, kvůli své technické komplikovanosti, negativním kritikám a také svému statusu „nové hudby“. Ačkoliv na začátku 20. století byla sonáta ustanovena jako vrchol Lisztova díla a stala se populárně hraným a často analyzovaným dílem. Dnes ji většina hudebníků považuje za Lisztův nejvýznamnější příspěvek klavírní technice i duchu romantismu a často dokonce za jeden z nejvýznamnějších produktů romantického hnutí vůbec. Navíc ji občas spolu se Schumannovou Fantasií op. 17 označují za „dvě mistrovská díla 19. století“.

## Transkripce
Lisztův blízký přítel, Camille Saint-Saëns, přepsal sonátu pro dva klavíry v roce 1914, premiéra se konala ovšem až roku 2004. Soudě dle Saint-Saënsova dopisu z roku 1914 bylo toto zpracování něco, co Liszt ohlásil, ale nikdy neuskutečnil. Roku 1955 přepsal Leo Weiner tuto sonátu pro orchestr, toto dílo však nikdy nebylo vydáno, existuje pouze jako rukopis. Bylo ale roku 2006 nahráno a dokonce se objevilo v několika filmech třicátých let. Existuje také transkripce pro varhany (Bernhard Haas).

## Interpretace
Tato sonáta vyžaduje nejen technickou zručnost a umění hrát tak těžkou hudbu tak dlouho, ale i velké muzikální cítění, umění pospojovat jednotlivá témata a udržet tah celé půlhodinové skladby. Přesto patří mezi nejhranější Lisztova díla a nahrálo ji mnoho rozdílných interpretů. Mezi nejvýznamnější patří mezi jinými nahrávky Krystiana Zimermana (1990) a Marthy Argerich pro Deutche Gramophon. Další významní interpreti sonáty jsou Alfred Cortot (1929), Sviatoslav Richter, Emil Gilels či Vladimir Horowitz (1932, 1976), Claudio Arrau (1970, 1971, 1985), Alfred Brendel (1963, 1981, 1991), Maurizio Pollini (1989), Evgeny Kissin (1998), Georges Cziffra nebo Yundi Li (2002).